# بوهدان بیلوشوسکی
بوهدان بیلوشوسکی (اوکراینی: Богдан Олегович Білошевський؛ زادهٔ ۱۲ ژانویهٔ ۲۰۰۰) بازیکن فوتبال اهل اوکراین است.
وی همچنین در تیم‌های ملی فوتبال Ukraine national under-17 football team, Ukraine national under-18 football team, Ukraine national under-19 football team، و زیر ۲۱ سال اوکراین بازی کرده‌است.